# Clara Elisabeth von Manderscheid-Blankenheim
Clara Elisabeth von Manderscheid-Blankenheim (* 1631; † 7. April 1688) war Stiftsdame in den Stiften Thorn und Essen sowie Dechantin im Stift Elten. In Thorn ist sie heute als „het kranke freule“ bekannter als ihre Schwester Anna Salome, obwohl diese dem Stift Thorn 40 Jahre als Äbtissin vorstand. Clara Elisabeth stiftete 1673 in Thorn eine Loreto-Kapelle, in der Abteikirche von Thorn erinnert ein prächtiges Epitaph an sie.

## Leben
Clara Elisabeth von Manderscheid-Blankenheim war eine sehr kränkliche Frau. Ihre Leidensgeschichte wurde bereits 1693 in einem Büchlein „Seraphischer Sternenhimmel, das ist: kurze Lebensgeschichte der Heiligen, Seligen und anderer Glieder des dritten Ordens des hl. Franz von Assisi, welche im Rufe der Heiligkeit verschieden“ veröffentlicht. Sie litt an Lähmungen, Krämpfen, Fieber, Ohnmachten, verlor zeitweilig das Sprachvermögen und vertrug über längere Zeiträume weder Speisen noch die üblichen Getränke, mit Ausnahme von Milch. Trotz dieser Erkrankung versorgte die fromme Dame Bedürftige aus ihrer Apotheke und behandelte eigenhändig kleinere Verletzungen, so dass zeitweilig bis zu 50 Hilfesuchende vor ihrem Haus, welches noch heute in Thorn steht, warteten. 
Eine zeitweise Besserung erfuhr Elisabeth Claras Erkrankung nach der Legende am 13. Juli 1681, als sie durch den Segen des 2003 seliggesprochenen Predigers Marcus von Aviano, den dieser ihr von Lüttich aus erteilte, so weit geheilt wurde, dass sie aufstehen, einige Schritte gehen und auf einem Stuhl getragen sogar an der Messe in der Stiftskirche teilnehmen konnte. Die Wunderheilung gab ihr so viel Kraft, dass sie auch an der Prozession zu der von ihr gestifteten Loreto-Kapelle, die just am Tag ihrer Wunderheilung geweiht worden war, teilnehmen konnte, und am 24. Juli, als Marcus von Aviano im nahen Roermond weilte, diesen dort persönlich treffen konnte.

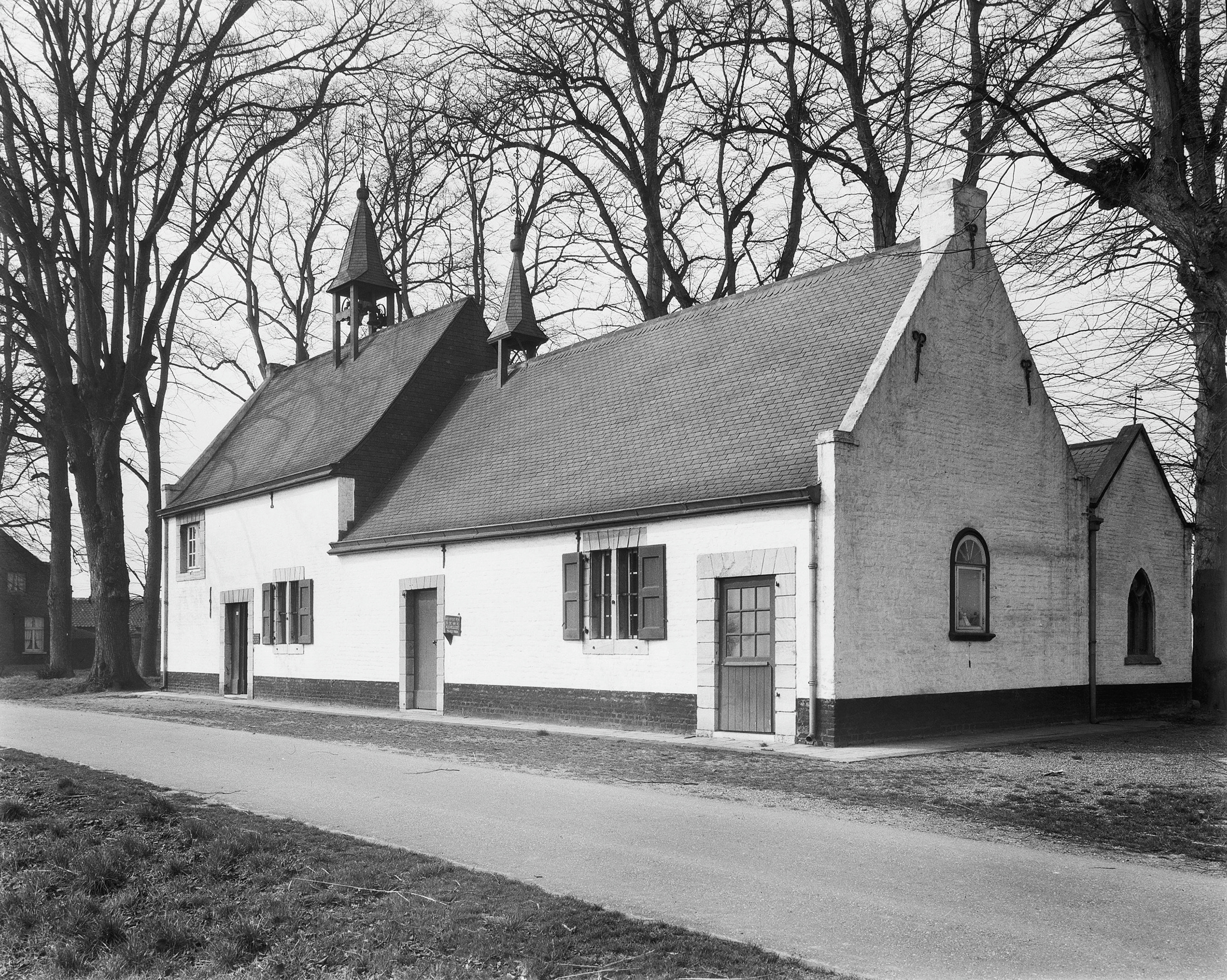
Loretokapelle, Thorn
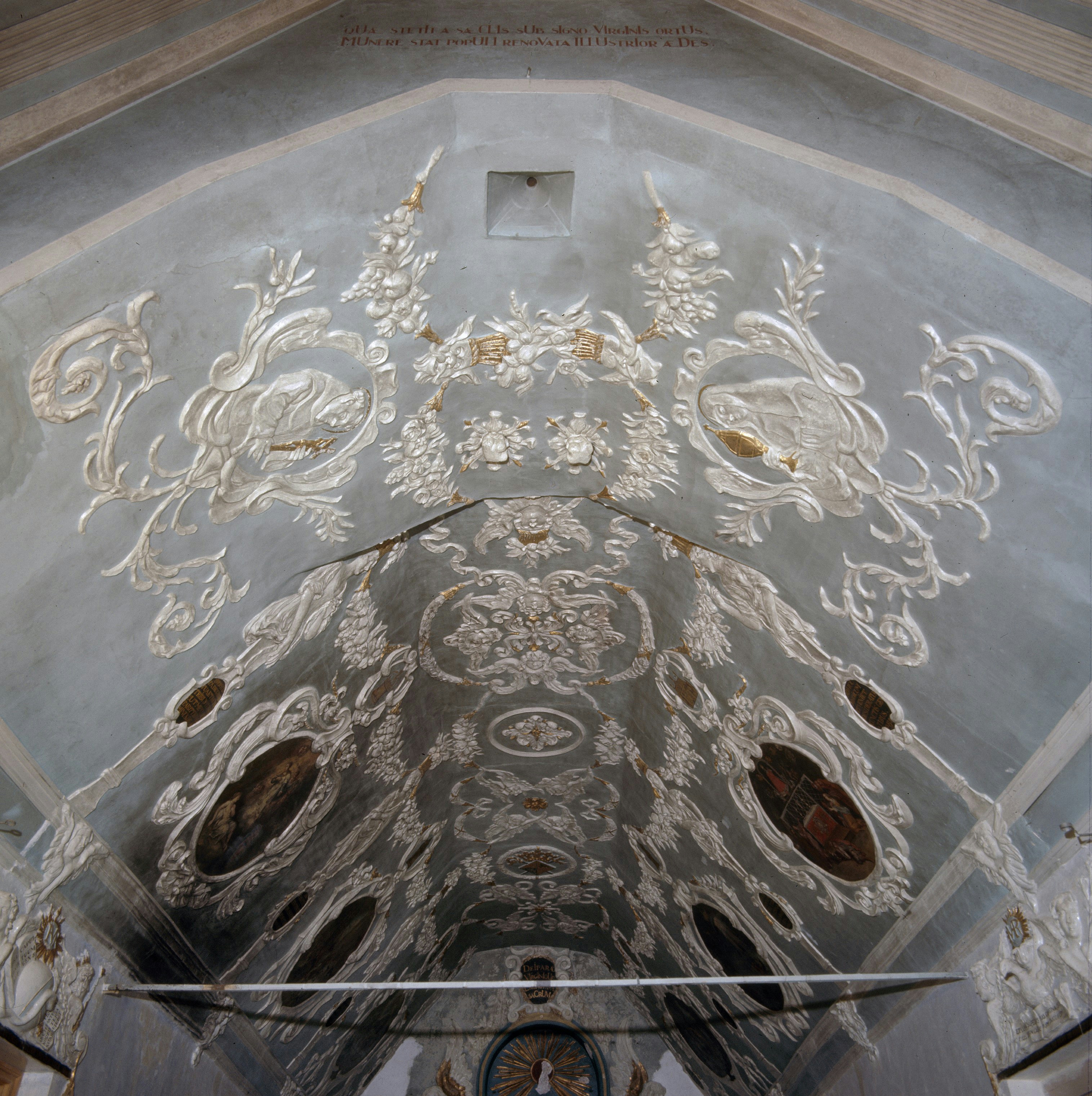
Decke Loretokapelle
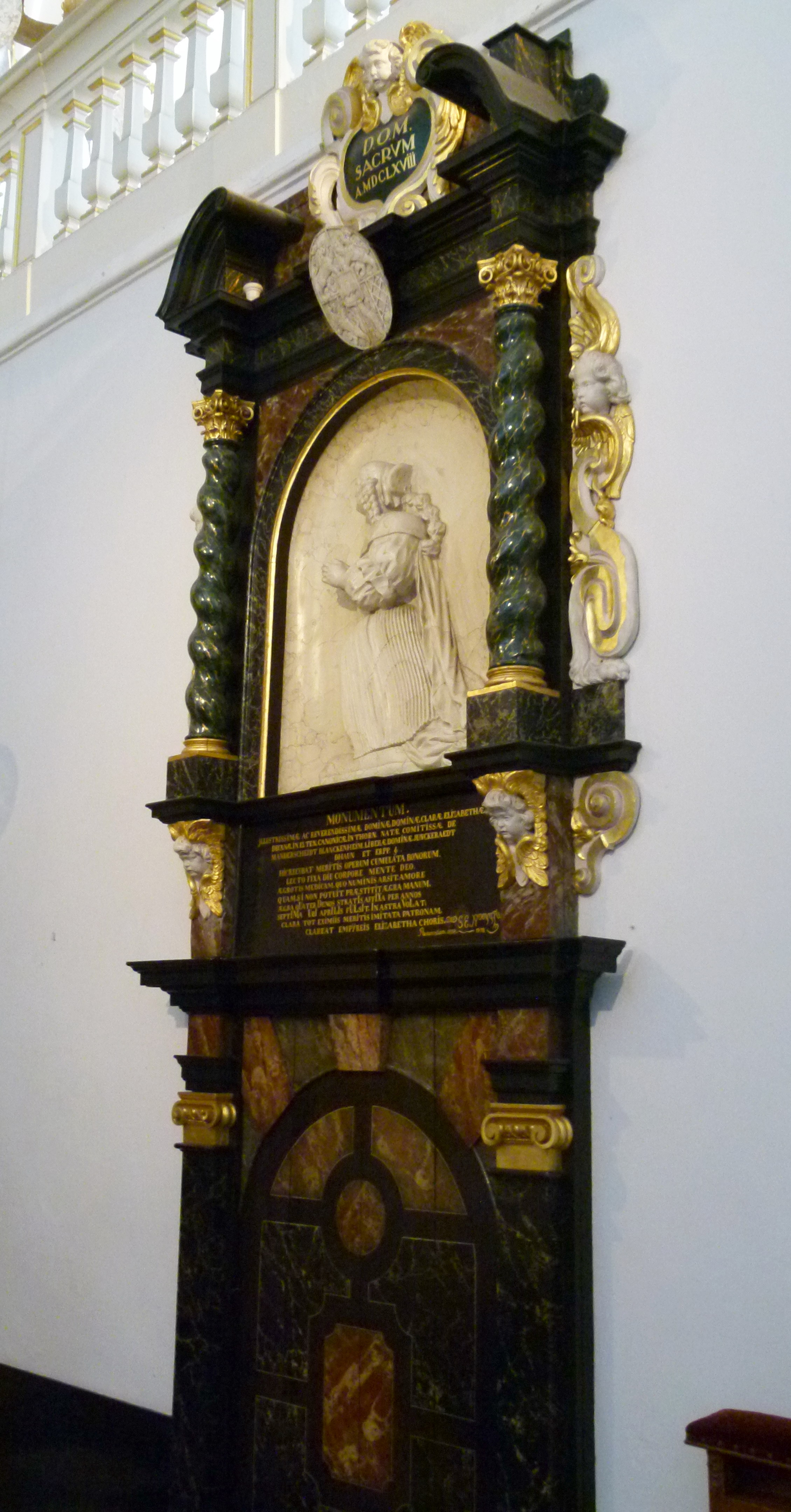
Epitaph, Abteikirche Thorn